# Championnats du monde de ski sur herbe
Les Championnats du monde de ski sur herbe sont une compétition bisannuelle de ski sur herbe où les meilleurs skieurs se retrouvent.
Six éditions se sont déroulées :
- 2001 : Forni di Sopra (Italie).
- 2003 : Castione - Passo della Presolana (Italie).
- 2005 : Dizin (Iran).
- 2007 : Orlickych Horach (République tchèque).
- 2009 : Rettenbach (Autriche).
- 2011 : Strasbourg (France).
- 2013 : Faqra (Liban).